# 萧然山

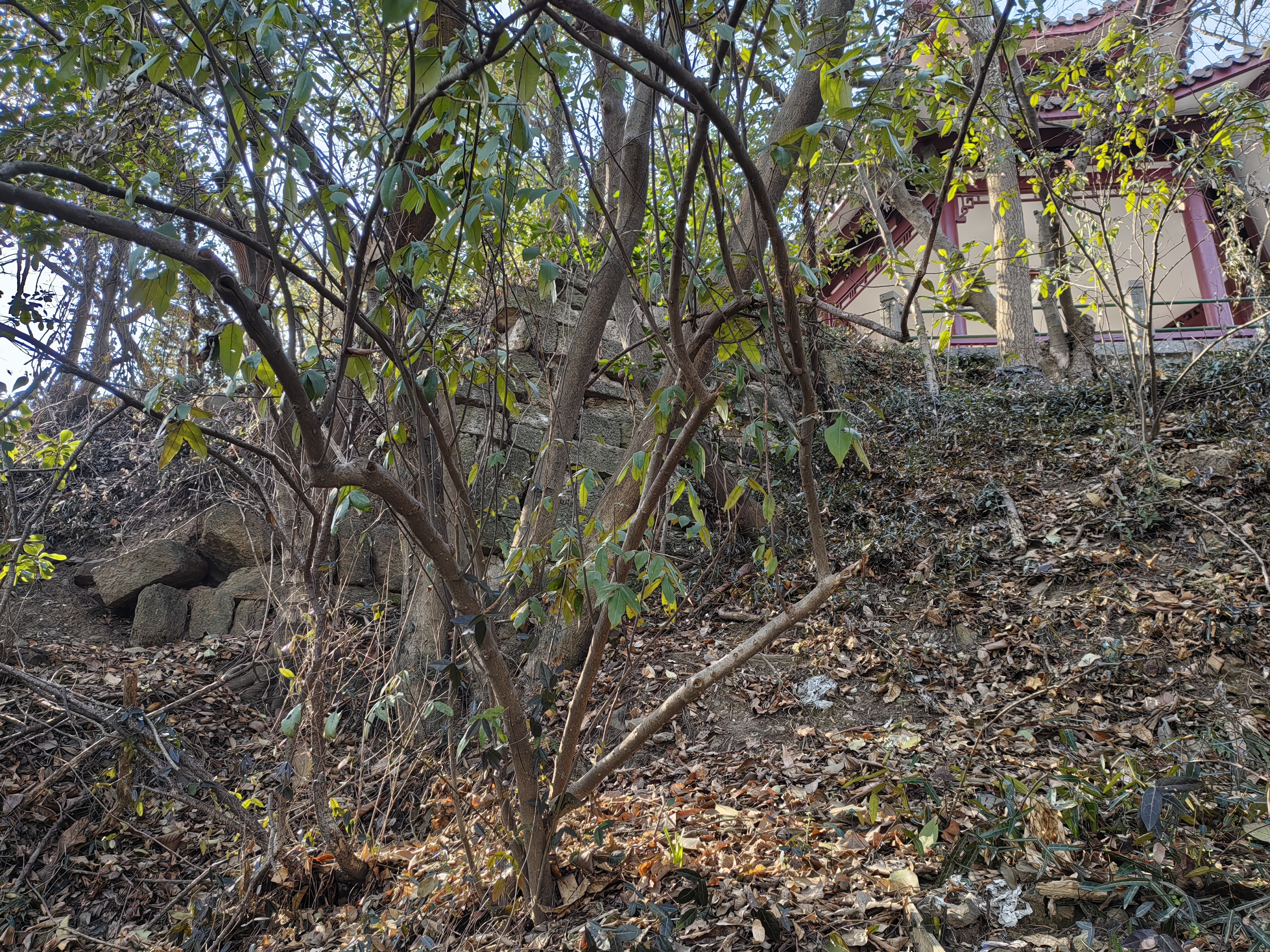
蕭然山上的萧山城墙遺蹟

萧然山，是杭州市蕭山區的一座山。山名出处为相传越王句践与吴王夫差交战，因勾践战事不利，率残兵退守此山时，曾“四顾萧然”，遂得名萧然山。唐朝天宝元年，由于江南西道江夏郡亦有县名为永兴，与会稽郡永兴县重名，于是以萧然山为名，改永兴县为萧山县。因其山在原萧山县治（今城厢镇）西一里处，遂俗名西山。